# Donja Jurkovica
Donja Jurkovica je naseljeno mjesto u sastavu općine Bosanska Gradiška, Republika Srpska, BiH.

## Stanovništvo
| Donja Jurkovica    |              |
| Godina popisa      | 1991.        |
| Srbi               | 202 (98,54%) |
| Hrvati             | 1 (0,48%)    |
| Muslimani          | 0            |
| Jugoslaveni        | 2 (0,98%)    |
| ostali i nepoznato | 0            |
| ukupno             | 205          |